# Гославиці (Малопольське воєводство)
Гославиці (пол. Gosławice) — село в Польщі, у гміні Вешхославиці Тарнівського повіту Малопольського воєводства.
Населення — 395 осіб (2011).
У 1975-1998 роках село належало до Тарнівського воєводства.

## Демографія
Демографічна структура станом на 31 березня 2011 року:
|          | Загалом | Допрацездатний вік | Працездатний вік | Постпрацездатний вік |
| -------- | ------- | ------------------ | ---------------- | -------------------- |
| Чоловіки | 198     | 49                 | 123              | 26                   |
| Жінки    | 197     | 41                 | 114              | 42                   |
| Разом    | 395     | 90                 | 237              | 68                   |